# Neocolpodia paradoxa
Neocolpodia paradoxa är en tvåvingeart som först beskrevs av Boris Mamaev 1964.  Neocolpodia paradoxa ingår i släktet Neocolpodia och familjen gallmyggor. Inga underarter finns listade i Catalogue of Life.